# Parapsychological Association
La Parapsychological Association es una asociación internacional de parapsicólogos, que se constituyó en 1957 como una asociación profesional para el estudio con métodos científicos de la parapsicología. Su fundación fue a raíz de una iniciativa del doctor J.B. Rhine, y su propósito ha sido el avanzar en la investigación de la parapsicología, para difundir el conocimiento sobre la materia, y para integrar los resultados con los de otras ramas del conocimiento.
La Parapsychological Association, se creó en Durham, Carolina del Norte, el 19 de junio de 1957. Su formación fue propuesta por el doctor J.B. Rhine, director del "Duke Laboratory" de la Universidad de Duke, durante un taller de parapsicología que se realizó allí. El doctor Rhine propuso que este grupo, formara un núcleo de una sociedad internacional de profesionales en el campo de la parapsicología. Su primer Presidente fue R.A. McConnell, del Departamento de Biofísica de la Universidad de Pittsburgh, y el primer vicepresidente fue Gertrude R. Schmeidler del Departamento de Psicología del City College de Nueva York.
Celebra convenciones anuales, en los que presentan sus resultados, y las investigaciones, las cuales se reportan anualmente en una publicación. Los trabajos de investigación de esta asociación, se publican en el "Journal of Parapsychology" y también en el "Journal of the American Society for Psychical Research" que trata también sobre la investigación en Parapsicología. 
En 1969 la Asociación se afilió formalmente a la prestigiosa Asociación Americana para el Avance de la Ciencia. No obstante esta asociación también tiene sus críticos, incluyendo a John Archibald Wheeler (colaborador de Einsten y el asesor académico de Richard Feynman), que trató, sin éxito de convencer a la AAAS de expulsar a la organización en 1979.